# Tarsius pelengensis
Tarsius pelengensis är en art av spökdjur som lever på ön Peleng strax öster om Sulawesi i Indonesien.  Vedertaget svenskt namn saknas, men i analogi med engelska kunde den kallas Pelengspökdjur.   Bevarandestatus: Starkt hotad

## Anatomi
Tarsius pelengensis är en liten primat, som liknar den sannolikt närbesläktade Tarsius dentatus.  T pelengensis och T dentatus skiljer något morfologiskt, men även genom sina distinkta läten.  Dess päls är lite rödare hos övriga spökdjur kring Sulawesi, med gräddfärgade hår på låren. Den har relativt små hörntänder och har två putsklor istället för bara en.

## Ekologi
Mycket lite är egentligen känt om arten.  Den har inte direkt studerats i vilt tillstånd.  Liksom övriga spökdjur verkar Tarsius pelengensis vara ett rent rovdjur, som jagar på natten och främst lever på insekter (skalbaggar, gräshoppor, fjärilar med mera) och små ryggradsdjur.  Den lever varhelst det finns tillräckligt tät undervegation, i regnskog, mangroveskog, och även i plantager och andra störda miljöer.  Socialt lever den i små familjegrupper om 2-6 individer, som kan vara monogama eller polygama.